# Sorbus pauca
Sorbus pauca är en rosväxtart som beskrevs av M.Lep. Sorbus pauca ingår i släktet oxlar, och familjen rosväxter. Inga underarter finns listade i Catalogue of Life.